# Agnès Polet
Agnès Polet, née le 5 novembre 1951 à Namur en Belgique, est une personnalité reconnue de Ouistreham en Normandie de par son engagement à la fois humanitaire et culturel en République Démocratique du Congo où elle a créé des écoles dans les villages démunis des environs de Kinshasa.  

## Biographie
Originaire de Namur en Belgique, Agnès Polet habite en Normandie depuis 1971. 

### Les débuts
Tout en exerçant son métier d'infirmière, Agnès vit sa passion pour le chant . Elle fait partie de plusieurs chorales et monte un chœur d'enfants à Ouistreham où elle repère un petit chanteur nommé Cyrille, qu'elle adresse très vite à la Maîtrise de Caen en 1991. La carrière internationale d'artiste lyrique que Cyrille Dubois mène depuis, ne l'empêche pas de garder des liens forts avec la chorale de Ouistreham dont Agnès a pris la direction en 1984.

### Les engagements humanitaires et culturels
Son engagement dans  l'association À Cœur Joie, qui organise les choralies, grand festival de musique chorale à Vaison-la-Romaine, lui fait rencontrer en 2007 celui qui devient son mari : le musicien Ne Nkamu Luyindula . Grâce à lui elle découvre  la République Démocratique du Congo, l'ancien Congo Belge. En 2009 Agnès et son mari montent l'association Kiamvu-le-pont qui, par l'intermédiaire du parrainage de sympathisants Normands et Belges, crée des écoles et soutient la scolarisation de nombreux enfants des villages autour de Kinshasa. 
Agnès Polet se rend tous les ans dans la province du Kongo Central . Elle y fait la connaissance de Nadine, jeune mère de famille atteinte d'une maladie qui lui déforme le visage en mettant à terme sa vie en danger. En 2014, avec le soutien de la réalisatrice de films Euzhan Palcy elle met en place un dispositif pour ramener Nadine en France et la faire opérer par un chirurgien de Caen. Mais en allant chercher la jeune femme, Agnès est victime d'un accident de la route. Amputée d'un bras, elle parvient tout de même, un peu plus tard, à faire venir Nadine à Caen pour l'opération qui va lui sauver la vie.
Agnès Polet organise des manifestations culturelles d'envergure comme l'hommage à Aimé Césaire en 2013. En 2018 elle emmène la chorale de Ouistreham à Pretoria pour célébrer le centenaire de la naissance de Nelson Mandela. Elle organise également des grands concerts  avec des chorales françaises, anglaises, belges et allemandes à l'occasion des anniversaires du Débarquement allié en Normandie avec pour thème la célébration de la paix.

### Distinctions
- En 2019 Agnès Polet est nommée citoyenne d'honneur de la ville de Ouistreham[11].